# Église Notre-Dame-de-l'Assomption du Grand-Bornand
L'église Notre-Dame-de-l'Assomption du Grand-Bornand, est une église catholique française, située dans le département de la Haute-Savoie, dans la commune du Grand-Bornand.

## Historique
Le clocher à bulbe est construit en 1875. 

## Protection
Différents objets sont classés au titre des Monuments historiques  :
- Une peinture de Notre-Dame du rosaire, datant du XVIIIe siècle[2]
- Des panneaux de bois sculptés représentant Jésus au milieu des docteurs, les quatre évangélistes, datant du XVIIIe siècle[3] et insérés dans la chaire plus récente.
- Une cloche de bronze de 1767[4]
- Des fonts baptismaux en bois de 1829[5]